# Claudia Kerik
Claudia Miriam Kerik Rotenberg (Buenos Aires, 26 de febrero de 1957) es una poeta, ensayista, investigadora y traductora mexicana de origen argentino.

## Trayectoria
Claudia Kerik nació en Buenos Aires, Argentina, en 1957, en el seno de una familia judía ashkenazí que emigró a la Ciudad de México cuando ella tenía 13 años. Estudió Literatura Latinoamericana y Literatura Comparada en la Universidad Hebrea de Jerusalén, y recibió el grado de doctora en Literatura Hispánica por El Colegio de México. En los años setenta formó parte del movimiento infrarrealista, un colectivo de poetas mexicanos y sudamericanos que confluyeron en la capital mexicana, y del cual el escritor chileno Roberto Bolaño haría un retrato en su novela Los detectives salvajes (1998). De acuerdo con la académica Michelle Clayton: «La novela [de Bolaño]  tiene un punto de fuga en la figura de Claudia [Kerik] […] Aunque solo se la vislumbra en breves menciones, Claudia, no obstante, ejerce una fuerza magnética sobre Ulises [Lima] y sirve para conectar a otros (como [Arturo] Belano y Edith Oster, por ejemplo), lo que sugiere que es una pieza clave del tejido conectivo de la novela».
Kerik publicó sus primeros poemas, junto con otros miembros del grupo infrarrealista, en periódicos y revistas de la época. Su producción poética se ha asociado al feminismo y la vanguardia, y se distingue por su «cadencia sosegada» y «una muy signiﬁcativa y particular denuncia de la opresión que ahoga a las mujeres, opresión que se ensaña con el propio cuerpo femenino».
En el año 2021 publicó La ciudad de los poemas. Muestrario poético de la Ciudad de México moderna, «una obra vasta, erudita y desde ya clásica entre los devotos de la capital mexicana», un compendio de 500 poemas de 250 autores sobre la Ciudad de México, labor en la que invirtió décadas de trabajo. Claudia Kerik buscó «activar la memoria visual de la urbe, regresando a través de los poemas hasta aquellos rincones y tiempos desaparecidos», y retratar la metamorfosis que sufrió la capital mexicana desde finales del siglo XIX hasta las primeras décadas del XXI.
También es conocida por haber traducido del hebreo al español la poesía de Yehuda Amijái y por haber publicado la primera antología de este autor en nuestra lengua (Poemas escogidos), recibiendo por ello, en 1990, el Premio Internacional de Literatura Judía "Fernando Jeno". Otro de sus trabajos relevantes es la publicación En torno a Walter Benjamin (1993), «el primer libro en nuestro país que [exploró] la obra de este pensador alemán hasta entonces poco estudiada».
Sus investigaciones académicas versan sobre diferentes temas como la poética urbana de Walter Benjamin y la condición judía en los escritores de la Diáspora. Desde 1988 es profesora e investigadora de tiempo completo en la Universidad Autónoma Metropolitana, Unidad Iztapalapa, donde imparte cursos sobre las vanguardias artísticas, la poesía del exilio, y el teatro del absurdo, entre otros.

## Obra

#### Ensayo
- En torno a Walter Benjamin (Universidad Autónoma Metropolitana, 1993)

#### Poesía
- Perros habitados por las voces del desierto: poesía infrarrealista entre dos siglos (Rubén Medina, ed., Aldus-UANL, 2014)

#### Traducción
- Poemas escogidos de Yehuda Amijái (La Semana Publicaciones Ltda, 1986)
- Poemas escogidos de Yehuda Amijái (2a ed. corregida y aumentada, Editorial Vuelta, 1990)
- Mira, tuvimos más que la vida: nuevos poemas escogidos de Yehuda Amijái (Elefanta Editorial, 2019)

#### Varia
- 1888: Thomas Stearns Eliot – Giuseppe Ungaretti. Antología Conmemorativa (en coautoría con Moisés Ladrón de Guevara, Universidad Autónoma Metropolitana, 1988)
- La ciudad de los poemas. Muestrario poético de la Ciudad de México moderna. (Ediciones del Lirio, 2021)

## Premios y reconocimientos
- Beca del Fondo Nacional para la Cultura y las Artes, 1990
- Premio Internacional de Literatura Judía "Fernando Jeno", 1990